# Учредителен конгрес на БСДП
Учредителеният конгрес на Българската социалдемократическа партия е учредително събрание на партията, състояло се на 2 август 1891 (20 юли по стар стил) в местността Историческа поляна, под връх Бузлуджа в Стара планина, по инициатива на Димитър Благоев. Участие вземат около 20 представители на социалистическите дружинки от Търново, Габрово, Дряново, Сливен, Казанлък, Стара Загора и други селища.
Учредителеният конгрес, наричан още Бузлуджански конгрес, бележи края на началния етап в развитието на социалистическото движение в Царство България и началото на организирана партийна дейност за съединяване на социализма с работническото движение. БСДП приема марксизма за своя идеология.

## История

### Подготовка
От 3 до 5 май 1891 г. в Търново се провежда конференция под ръководството на Димитър Благоев, на която присъстват представители от Търново (Димитър Благоев, Никола Хр. Габровски и Драгомир Герганов), Дряново (Михаил Иванов, Михаил Бойчинов, Михаил Радев и Панайот Венков), Габрово (един представител), Севлиево (Сава Мутафов) и Казанлък (Константин Бозвелиев). Главният въпрос на тази конференция е бил: Трябва ли да се излезе открито пред народа като социалдемократическа партия и какъв да бъде нейният характер. С изключение на представителите от Севлиево и Казанлък, мнозинството решили, че трябва да се организира партия и че тя трябва да е работническа и легитимна. Решено било още да се свика през същата 1891 г. на 20 юли (2 август) конгрес и да се положат основите на партията.

### Провеждане
Събранието се провежда тайно, защото режимът на Стефан Стамболов силно ограничава свободата на сдружаване в България. Връх Бузлуджа и времето, в което се провежда конгресът, са избрани, защото на същото място и по същото време традиционно се провеждат масови чествания на годишнината от гибелта на четата на Хаджи Димитър. Така малката група социалисти остава незабелязана от властите и успява безпрепятствено да проведе събранието си.
Събранието приема програма и устав на Българска социалдемократическа партия. В програмата, съставена по типа на програмите на Френската и Белгийската работнически партии, са изложени основните учения на марксизма. Констатира се, че България е тръгнала по пътя на капитализма и че българските социалисти трябва да се обединят в политическа партия, която да подготви работниците за бъдещия „социалистически преврат“, да ги организира и просвещава. Освен това, уставът на БСДП утвърждава децентрализирана структура на партията и автономия на отделните дружинки. Въпросът за членството се разглежда в общи рамки.

### Ръководни органи
За ръководен орган на партията е избран Общ съвет на БСДП със седалище в Търново. Взема се решение да се издава седмичен орган на БСДП и серия брошури – „Българска социалдемократическа библиотека“, чийто първи номер да бъде книгата на Димитър Благоев „Що е социализъм и има ли почва у нас?“, а за социалистическа пропаганда да се използва редактираното от Янко Сакъзов списание „Ден“.